# Kathedrale von Aguascalientes

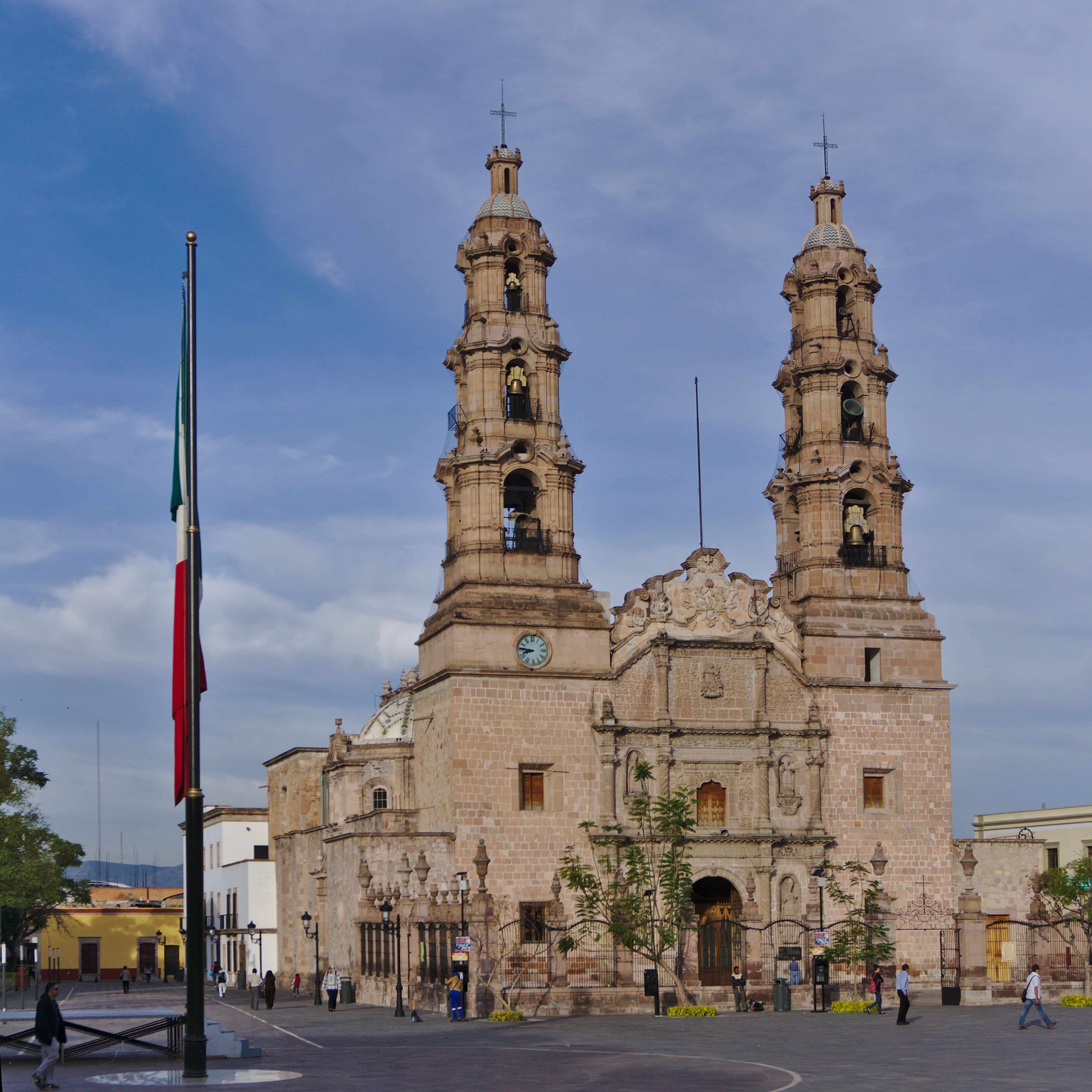
Fassade der Kathedrale

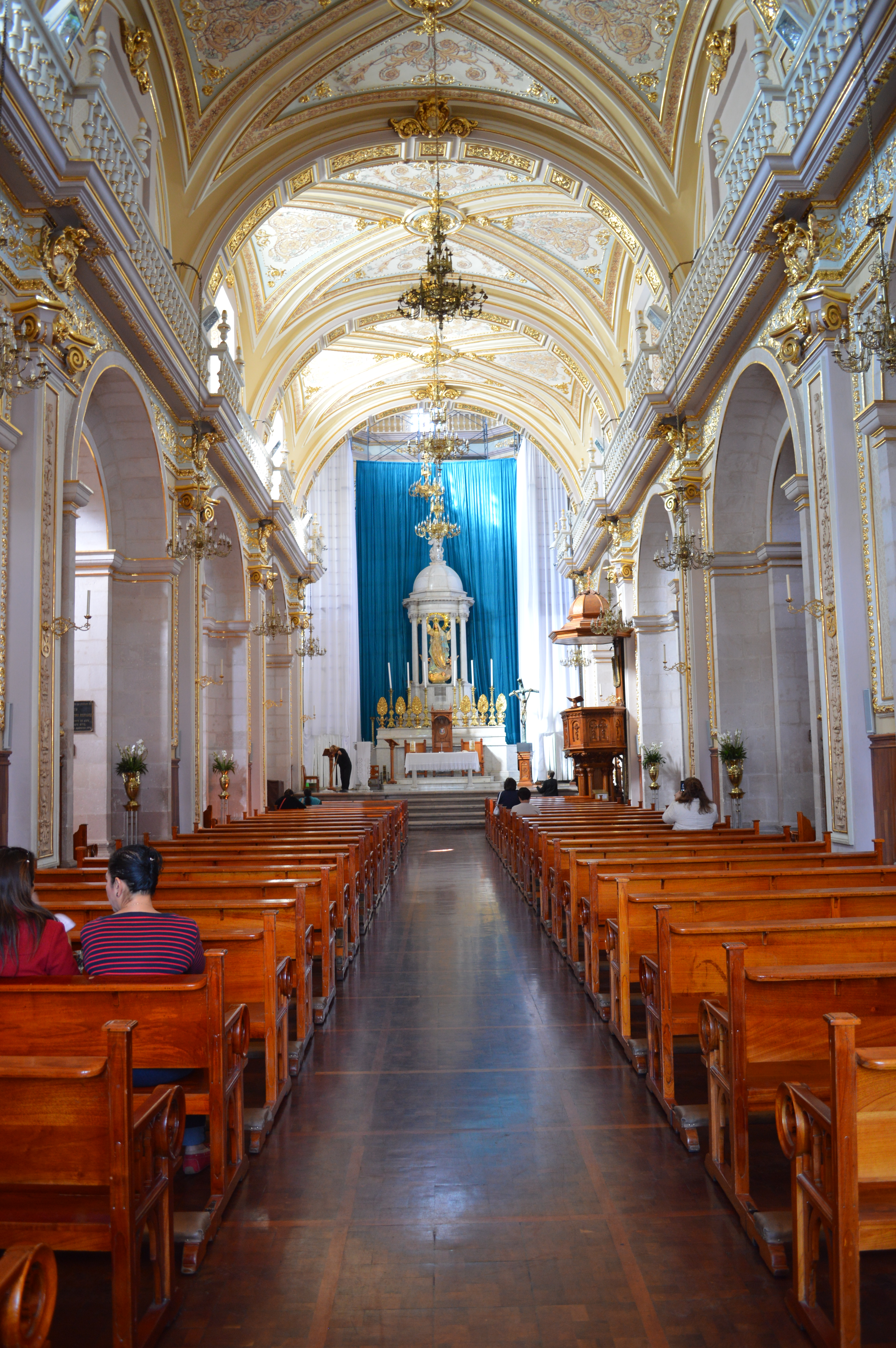
Kirchenschiff der Kathedrale

Die Kathedrale von Aguascalientes oder Kathedralbasilika Mariä Himmelfahrt (spanisch Catedral Basílica de Nuestra Señora de la Asunción) ist eine römisch-katholische Kirche in der Großstadt Aguascalientes in Mexiko. Die Kathedrale des Bistums Aguascalientes ist dem Patronat Mariä Himmelfahrt der Gottesmutter Maria gewidmet und trägt zusätzlich den Titel einer Basilica minor. Die barocke Kirche aus dem frühen 18. Jahrhundert ist als historisches Baudenkmal unter der Nummer 90 geschützt.

## Geschichte
Am Standort der Kathedrale stand bereits im Jahr 1575 die Kapelle einer Einsiedelei. Der Bau der heutigen Kirche wurde im Jahr 1704 vom Priester Antonio Flores de Acevedo begonnen und 1738 vom Pfarrer Manuel Colón de Larreátegui beendet. Im Jahr 1899 wurde die Kirche mit Schaffung des Bistums zur Kathedrale erhoben. Im Jahr 1949 verlieh Papst Pius XII. der Kathedrale zusätzlich den Titel einer Basilica minor. Der zweite Turm wurde erst in den Jahren zwischen 1943 und 1946 ergänzt.

## Architektur
Die ursprüngliche Anlage war auf dem Grundriss eines lateinischen Kreuzes einschiffig mit einem Querhaus konzipiert. Nach der Erhebung zur Kathedrale wurde sie durch den Architekten Refugio Reyes Rivas auf drei Kirchenschiffe zur Basilika erweitert. Der vorherrschende Stil ist der Barock, der Giebel über dem Eingang zeigt den Übergang zum Klassizismus. Prägend ist die Hauptfassade in rosa Bruchstein.

### Hauptfassade
Die Fassade gliedert sich in drei Baukörper und drei Etagen. Sie wurde im neuspanischen Barock geschaffen. Die Schäfte der Säulen sind mit Pflanzenmotiven geschnitzt. In den vier außen liegenden Nischen stehen die Skulpturen von vier Kirchenlehrern. Im Scheitel des Zugangsbogens ist ein Bild vom Erzengel Michael zu sehen.

### Innenraum
Außer der Vierungskuppel gibt es zwei kleinere Kuppeln in den Seitenschiffen. Die ionischen Säulen des Innenraums sind im klassizistischen Stil dekoriert. Die ursprünglichen drei barocken Altarbilder wurden durch klassizistische Altäre ersetzt. Das Bild der Himmelfahrtsmadonna, Patronin der Stadt und der Diözese Aguascalientes, wurde im Jahr 1919 aus Spanien gebracht, um das alte Bild zu ersetzen.
In der Apsis befindet sich die aus Holz geschnitzte und polychromierte Statue des hl. Johann Nepomuk. Die Sakramentskapelle ist an den Seiten in Gold und Blau gehalten. Im Mittelschiff befindet sich die Kanzel mit einem Schalldeckel. Die Orgel im Chor wurde 2005 von Fratelli Ruffatti als ihre erste Orgel in Lateinamerika installiert.